# Mike van Arsdale
Mike van Arsdale (ur. 20 czerwca 1965) – amerykański zapaśnik walczący w stylu wolnym. Pierwszy w Pucharze Świata w 1997. Złoty medalista wojskowych MŚ w 2000. Wicemistrz świata juniorów w 1983 roku.
Zawodnik Waterloo West High School i Iowa State University. Trzy razy All-American w (1985, 1986 i 1988) w NCAA Division I, pierwszy w 1988 i trzeci w 1986 roku.
Od 1998 roku startuje w zawodach MMA.